# Gustavia
Gustavia – stolica i główne miasto francuskiego terytorium zależnego Saint Barthélemy na Karaibach, około 3000 mieszkańców. Nazwa została nadana na cześć szwedzkiego króla Gustawa III. Szwedzka posiadłość w latach 1785–1878.
Gustavia została założona po tym gdy Szwecja otrzymała wyspę od Francji w 1785 roku w zamian za francuskie prawa handlu w Göteborgu.
Warte obejrzenia są trzy forty z XVII wieku, kościół katolicki z 1829 oraz kościół anglikański z 1855 roku. Są to obecnie obok latarni morskiej i muzeum, najbardziej popularne miejsca wśród turystów.